# Гавриш, Иван Иванович
Иван Иванович Гавриш (1914—1976) — советский военнослужащий. Участник Великой Отечественной войны. Герой Советского Союза (1944). Старший сержант.

## Биография
Иван Иванович Гавриш родился 18 июля (5 июля — по старому стилю) 1914 года в селе Черкасское Изюмского уезда Харьковской губернии Российской империи (ныне посёлок городского типа Крамторского района Донецкой области Украины) в крестьянской семье. Украинец. По окончании семи классов школы Иван Иванович переехал в Краматорск, где окончил школу фабрично-заводского ученичества. Работал помощником слесаря, затем слесарем на Краматорском государственном машиностроительном и металлургическом заводе. С 1932 года И. И. Гавриш — слесарь-лекальщик, затем мастер обрубного цеха Новокраматорского машиностроительного завода. В октябре 1941 года оборудование предприятия и его сотрудники были эвакуированы в Орск и Юргу. До осени 1942 года Иван Иванович трудился на строительстве Юргинского машиностроительного завода.
В ряды Рабоче-крестьянской Красной Армии И. И. Гавриш был призван в сентябре 1942 года. В боях с немецко-фашистскими захватчиками сержант Гавриш с октября 1943 года в должности командира взвода противотанковых ружей 1118-го стрелкового полка 333-й стрелковой дивизии 12-й армии Юго-Западного фронта. Участвовал в битве за Днепр. В ходе Донбасской операции, освободив города Павлоград и Синельниково, части 21-й армии вышли к Днепру севернее Запорожья и форсировали реку у села Войсковое. До начала ноября Иван Иванович участвовал в боях за удержание и расширение плацдарма на правом берегу Днепра. 10 ноября 1943 года 21-я армия была расформирована, а её подразделения вошли в состав 6-й армии. 26 ноября 1943 года сержант И. И. Гавриш со своим отделением в числе первых вновь форсировал Днепр в районе села Каневское Запорожской области. Высадившись на правый берег реки, Иван Иванович быстро установил противотанковое ружьё и прицельным огнём подавил 3 огневые точки противника и уничтожил две пушки, что позволило остальным подразделениям переправиться через Днепр и закрепиться на плацдарме. В бою за плацдарм при отражении контратак противника Иван Иванович уничтожил один танк, 3 пушки, свыше 10 солдат вермахта и подавил пять огневых точек. В бою сержант Гавриш был ранен, но не покинул поля боя. 22 февраля 1944 года сержанту Гавриш Ивану Ивановичу указом Президиума Верховного Совета СССР было присвоено звание Героя Советского Союза.
После ранения Иван Иванович некоторое время находился в медсанбате. По возвращении на передовую его направили наводчиком противотанкового орудия в 1248-й армейский артиллерийский истребительно-противотанковый полк 6-й армии 3-го Украинского фронта. В его составе Иван Иванович в январе-феврале 1944 года участвовал в Никопольско-Криворожской операции. Затем освобождал Правобережную Украину (Березнеговато-Снигирёвская и Одесская наступательные операции). С декабря 1944 года 6-я армия в составе 1-го Украинского фронта. В январе — феврале 1945 года в должности командира противотанкового орудия сержант И. И. Гавриш участвовал в Сандомирско-Силезской и Нижнесилезской наступательных операциях. В бою за плацдарм на реке Одер 7 февраля 1945 года сержант Гавриш выдвинул своё орудие на прямую наводку и расстреливал немецкую пехоту, уничтожив до 60 солдат и офицеров вермахта и подавив огонь двух пулемётов. Будучи сильно контуженым, Гавриш продолжал вести огонь, пока приказом командира батареи не был отправлен в санчасть. С середины февраля 1945 года 6-я армия была брошена на ликвидацию окружённой в городе Бреслау немецкой группировки. Здесь 6 мая 1945 года Иван Иванович закончил свой боевой путь.
Демобилизовавшись в звании старшего сержанта И. И. Гавриш вернулся в родные места. Работал заместителем председателя поселкового Совета, мастером на Новокраматорском машиностроительном заводе, заместителем директора совхоза «Славянский». 4 января 1976 года Иван Иванович скончался. Похоронен в посёлке городского типа Черкасское Донецкой области Украины.

## Награды
- Медаль «Золотая Звезда» (22.02.1944).
- Орден Ленина (22.02.1944).
- Орден Отечественной войны 1 степени (21.02.1945).
- Медали, в том числе:

медаль «За боевые заслуги» (18.09.1944).

## Документы
- Общедоступный электронный банк документов «Подвиг Народа в Великой Отечественной войне 1941—1945 гг.» Архивировано 13 марта 2012 года. № в базе данных 150006568. Архивировано 26 мая 2012 года., 35522090. Архивировано 26 мая 2012 года., 35922389. Архивировано 26 мая 2012 года.